# Gliese 204
Gliese 204 (GJ 204 / HD 36003 / HIP 25623) es una estrella de magnitud aparente +7,64 situada a 42,4 años luz del sistema solar. Está encuadrada en la constelación de Orión visualmente 1,5º al sureste de η Orionis.
Gliese 204 es una enana naranja de tipo espectral K5V, una estrella de la secuencia principal que obtiene su energía a partir de la fusión del hidrógeno.
Más fría que el Sol —su temperatura superficial es de 4647 ± 88 K— brilla con una luminosidad equivalente al 18% de la luminosidad solar.
De características físicas similares a las de ε Indi, pero casi cuatro veces más alejada que ésta, tiene entre el 60 y el 75% de la masa solar.
Su diámetro corresponde al 70% del que tiene el Sol.
No existe consenso en cuanto a la composición química de Gliese 204.
El valor de su índice de metalicidad —entendiendo por metales aquellos elementos que son más pesados que el helio— se sitúa entre [Fe/H] = +0,09 y [Fe/H] = -0,44, en función de la fuente consultada.